# Virginie Guyot
Virginie Guyot (Angers, 30 de dezembro de 1976) é uma piloto de caça da Armée de l'Air, que alcançou um feito histórico quando ela foi nomeada líder da Patrouille de France, tornando-se na primeira mulher no mundo a comandar uma equipa de acrobacia de demonstração e precisão.